# تشارلز توماس بروس
كان تشارلز توماس بروس (20 يونيو 1879، ويلينغ، فيرجينيا الغربية - 22 يوليو 1955، كريسنت سيتي، فلوريدا) عالم حشرات أمريكي.

## سيرته
درس بروس في جامعة تكساس في أوستن وفي جامعة كولومبيا. تم تعيينه وكيلًا ميدانيًا لمكتب علم الحشرات، زارة الزراعة بالولايات المتحدة 1904-05، القيم على علم الحيوان اللافقاري في متحف ميلووكي العام 1905-09 ، ثم أصبح مدربًا في علم الحشرات الاقتصادية بجامعة هارفارد.
مساهماته في علم الأجنة وعادات الحشرات، ولا سيماغشائيات الأجنحة (النمل والنحل، وما إلى ذلك) وذوات الجناحين (البعوض والذباب والبراغيث، وما إلى ذلك) مفيدة للغاية. كان محررًا لنشرة جمعية ويسكونسن للتاريخ الطبيعي 1907-1909، وفي عام 1910 تم تعيينه محرر في مجلة النفس (Psyche)، وهي مجلة لعلم الحشرات.
في عام 1913، أثناء عمله في معهد بوسّي، كان جزءًا من فريق من مكون ثلاثة أشخاص (إلى جانب إرنست تيزر والدكتور ريتشارد ب. سترونغ) لدراسة الأمراض الاستوائية في بيرو والإكوادور.
وقد تمت تسمية أحد أنواع الثعابين الكاريبية على اسمه لأحياء ذكراه، Mastigodryas bruesi.

## أعماله
- A Key to the Families of North American Insects (1915). Scanned version. (with أكسل ليونارد ميلاندر).
- Insects and Human Welfare (1920, reprinted 1947).
- Classification of Insects (1931).
- Insect Dietary : An Account of the Food Habits of Insects (1945).